# Nezami
Nezami-ye Ganjavi (persiska: نظامی گنجوی) eller Nezami (persiska: نظامی), född 1141 i Ganja i nuvarande Azerbajdzjan, död 1209 i Ganja, var en persisk poet och filosof. Ganja var en stad med iransktalande befolkning på 1100-talet och det är alltså felaktigt att betrakta Nezami som en turkisk eller azerisk poet. Hans far var sannolikt perser från Tafresh och hans mor kurdiska.
Nezami betraktas som den främste romantiske epikern i persisk litteratur. Han skänkte den persiska epiken en vardaglig och realistisk stil. Nezami hade ett stort inflytande på senare persiska författare och hans verk tillhör det gemensamma kulturarvet i Azerbajdzjan, Afghanistan, Kurdistan och Tadzjikistan.

## Verk
Nezamis huvudsakliga poetiska verk, som han är mest känd för, är en uppsättning av fem långa berättande dikter kända som Khamsa (خمسه, 'Quintett eller Quinary') eller Panj Ganj (پنج گنج, 'Fem skatter'):
- Makhzan ol-asrar (Mysteriernas skattkammare);
- Khosrau o Shirin (Khosrau och Shirin);
- Laili o Majnun (Leila och Majnun);
- Eskandar-nama (Alexanderboken). Eskandar-nama har översatts från persiska till svenska av Eric Hermelin.
- Haft Peykar (De sju skönheterna);

Den första av dessa dikter, Makhzan ol-asrar, var influerad av Sanais (d. 1131) monumentala Sanningens trädgård. De fyra andra dikterna är medeltida romanser. Khosrow och Shirin, Bahram-e Gur och Alexander den store. Khamsa var ett populärt ämne för påkostade manuskript illustrerade med målade miniatyrer vid de persiska och moguliska hoven under senare århundraden. Exempel inkluderar Khamsa av Nizami (British Library, Or. 12208), skapad för Mughal-kejsaren Akbar på 1590-talet.

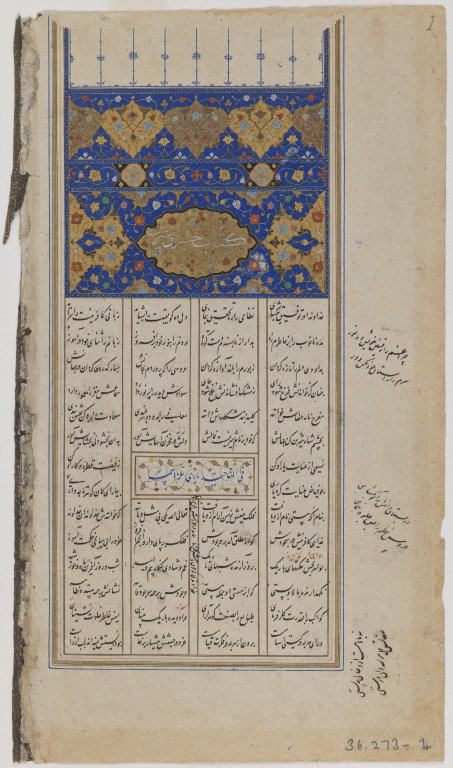
Sida från ett illustrerat manuskript av "Khamsa" av Nezami.
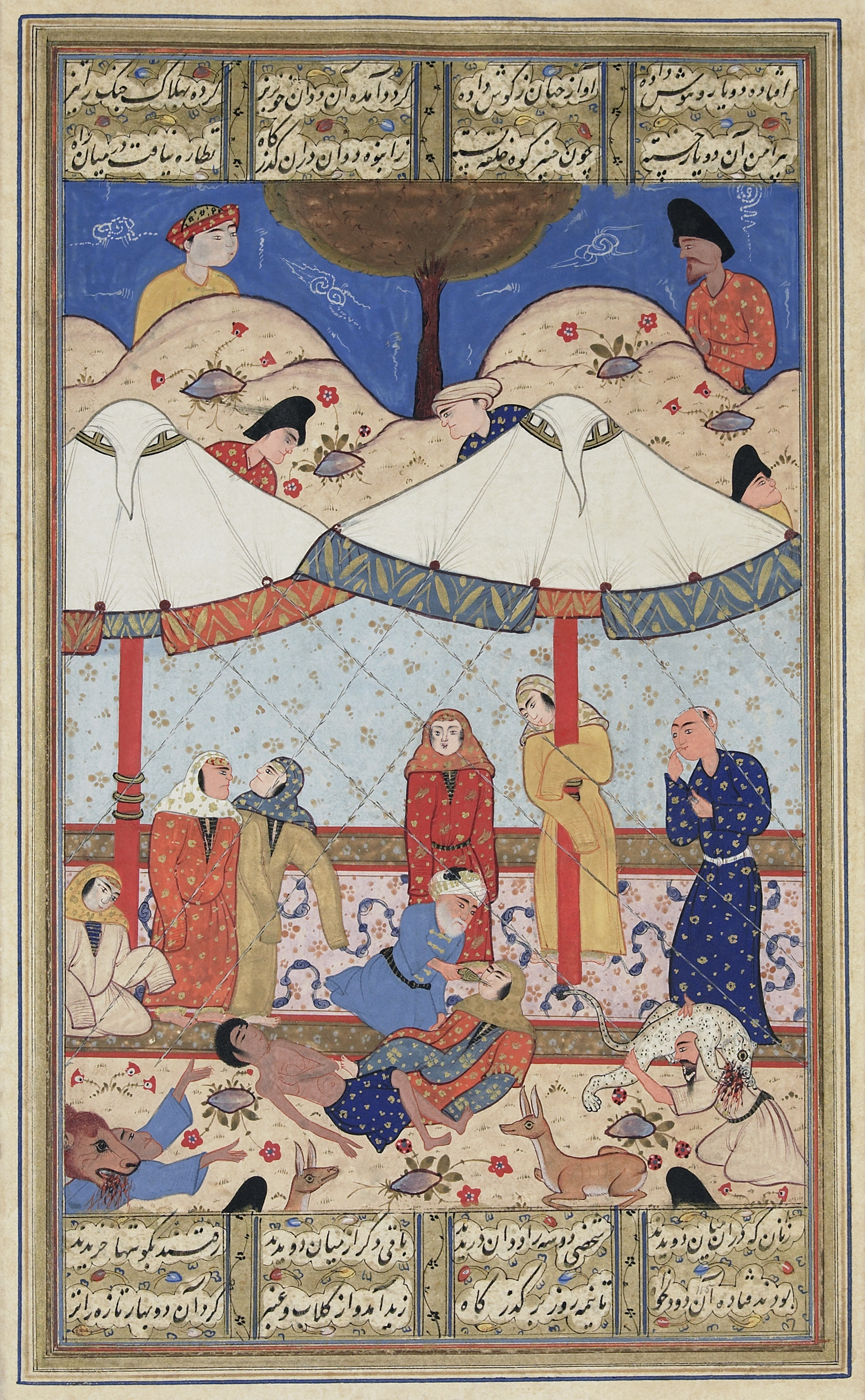
En scen ur romansen "Layla och Majnun". De motverkade älskande träffas för sista gången före sin död. Båda har svimmat och Majnuns äldre budbärare försöker återuppliva Layla medan vilda djur skyddar paret från ovälkomna inkräktare. Illustration från slutet av 1500-talet.

## Eftermäle
Nedslagskratern Nizami på planeten Merkurius och asteroiden 3770 Nizami är uppkallade efter honom.